# Notalina matthiasi
Notalina matthiasi är en nattsländeart som beskrevs av Ralph W. Holzenthal 1986. Notalina matthiasi ingår i släktet Notalina och familjen långhornssländor. Inga underarter finns listade i Catalogue of Life.